# Gabriel Obertan
Gabriel Obertan (ur. 26 lutego 1989 w Pantin) – francuski piłkarz występujący na pozycji pomocnika. Od 2021 gra w Charlotte Independence.
Obertan jest wychowankiem Girondins. W latach 2006–2009 rozegrał dla niego 54 ligowe pojedynki. Swoją grą zwrócił uwagę takich klubów jak Chelsea F.C. i Manchesteru United. Francuz stwierdził jednak, że nie jest zainteresowany przeprowadzką do Anglii.
Mimo tej wypowiedzi 8 lipca 2009 roku został zawodnikiem Manchesteru United. Do zespołu „Czerwonych Diabłów” przeszedł za 3 miliony funtów.

W barwach Manchesteru zadebiutował 31 października 2009, wchodząc na plac gry w 63 minucie ligowego spotkania z Blackburn.